# Рассел, Джон, 7-й граф Рассел
Джон Фрэнсис Рассел, 7-й граф Рассел (англ. John Francis Russell, 7th Earl Russell; род. 19 ноября 1971) — британский дворянин, фотограф и либеральный демократ.

## Биография
Родился 19 ноября 1971 года. Второй (младший) сын Конрада Рассела, 5-го графа Рассела (1937—2004), и Элизабет Франклин Сандерс (? — 2003). Внук Бертрана Рассела, 3-го графа Рассела (1872—1970), и потомок Джона Рассела, 1-го графа Рассела (1792—1878), либерального политика и премьер-министра Великобритании в 1846—1852, 1865—1866 годах. Учился в школе Уильяма Эллиса в Камдене, Лондон.
17 августа 2014 года после смерти своего бездетного старшего брата, Николаса Рассела, 6-го графа Рассела (1968—2014), Джон Фрэнсис Рассела унаследовал титулы 7-го графа Рассела из Кингстона и 7-го виконта Эмберли из Эмберли.
Джон Рассел был советником от либеральных демократов в городском совете Люишема с 2006 по 2010 год, а в 2012 году был кандидатом от либеральных демократов на место Гринвича и Люишема в Ассамблее Большого Лондона. На парламентских выборах 2017 года он баллотировался в Палату общин в Люишем-Уэсте и Пенге, представляя либеральных демократов, но лейбористы заняли это место.
Джон Рассел в настоящее время является действующим председателем попечительского совета благотворительной организации по обучению приключениям «Широкие горизонты». Он открыл для себя приключения в подростковом возрасте, посетив один из центров Wide Horizons в Уэльсе (Ty’n y Berth), и с тех пор увлечен предоставлением детям из неблагополучных семей возможностей для приключений, для их образования и развития. Рассел присоединился к совету директоров Wide Horizons в 2006 году и стал председателем в 2012 году. Широкие горизонты — одна из крупнейших благотворительных организаций такого рода в Великобритании, и в 2012/20133 году она предоставила приключения более чем 38 000 детям.
В июне 2023 года Рассел вошел в Палату лордов после победы на дополнительных выборах, чтобы заполнить вакансию среди оставшихся потомственных пэров-либералов-демократов.